# 揚屋喜斎
揚屋 喜斎（あげや きさい、生没年不詳）は、江戸時代前期の浄瑠璃三味線方。

## 経歴・人物
慶安から明暦の頃に活躍した。同じく三味線方の天下一平左衛門らとならび称された。